# Große Synagoge (Kalisz)
Koordinaten: 51° 45′ 46,1″ N, 18° 5′ 12,4″ O

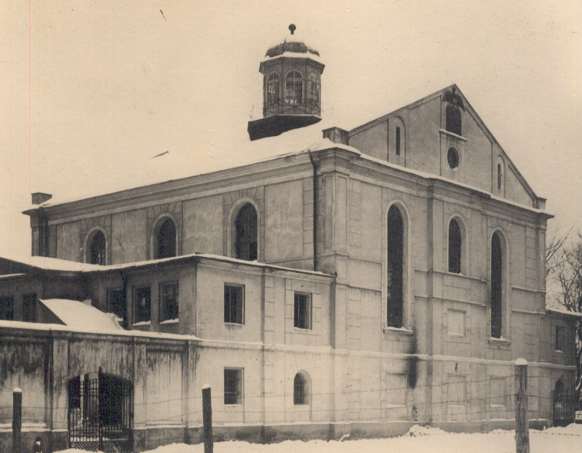
Große Synagoge in Kalisz

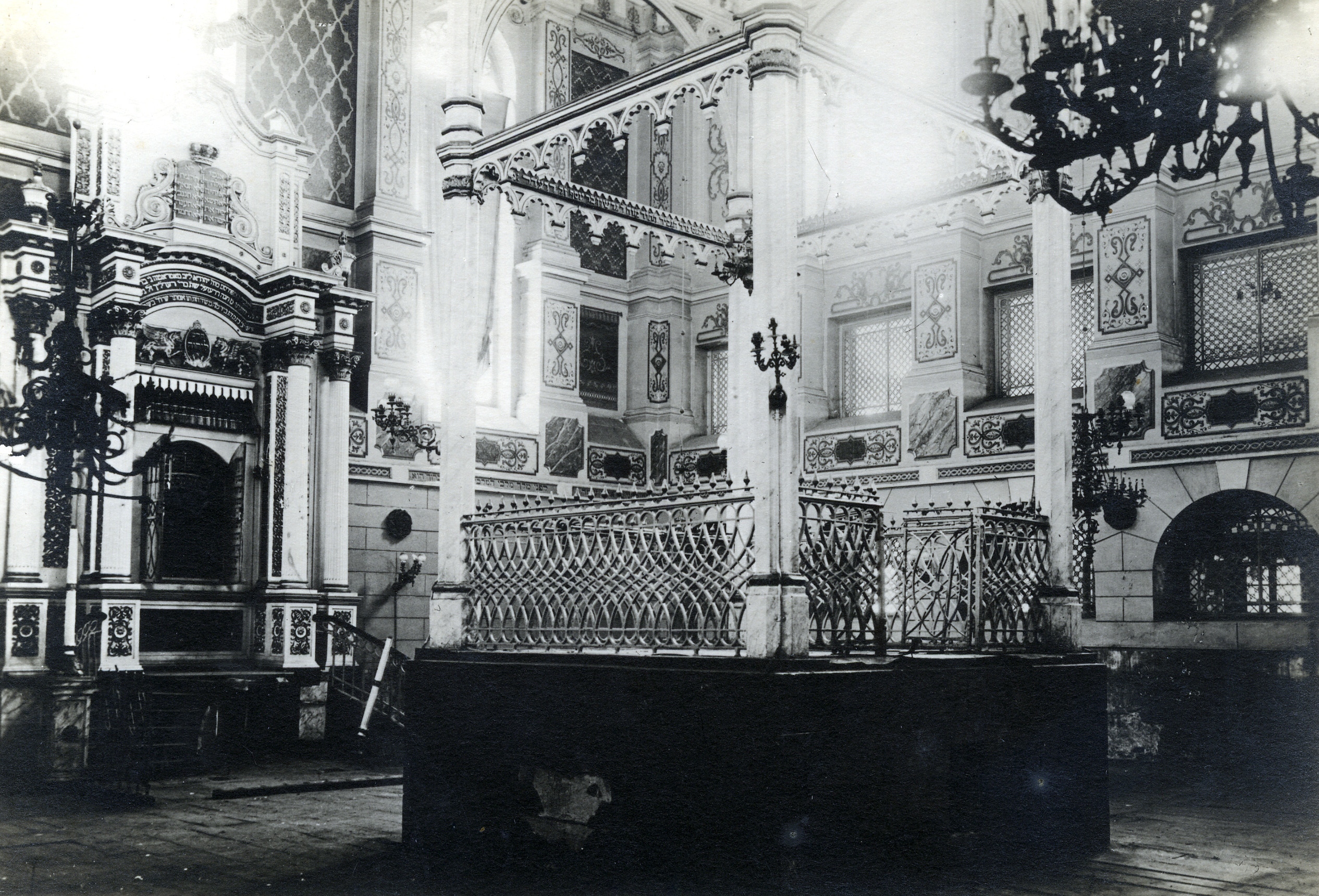
Innenansicht

Die Große Synagoge in Kalisz (deutsch Kalisch), einer polnischen Stadt in der Woiwodschaft Großpolen, wurde 1852 errichtet und 1940 von den deutschen Besatzern zerstört.
Die Synagoge im Stil des Historismus befand sich an der Nadwodna-Straße.
Die liberalen Gemeindemitglieder gründeten eine eigene jüdische Gemeinde, die 1910/11 die Neue Synagoge errichtete.